# Widow by Proxy
Widow by Proxy é um filme mudo de comédia romântica de 1919 dirigido por Walter Edwards, produzido pela Famous Players-Lasky e distribuído por Paramount Pictures. Foi baseado em uma peça de Catherine Chisholm Cushing , que foi encenada na Broadway e estrelou May Irwin e Julia Crawford Ivers. É um filme perdido.   

## Elenco
- Marguerite Clark - Gloria Grey
- Agnes Vernon - Dolores Pennington
- Gertrude Norman - Sophronia Pennington
- Gertrude Claire - Angelica Pennington
- Nigel Barrie - Tenente Steven Pennington
- John Gilbert - Jack Pennington
- Al W. Filson - Alexander P. Galloway
- Rosita Marstini - Madame Gilligan

## Ligações externas

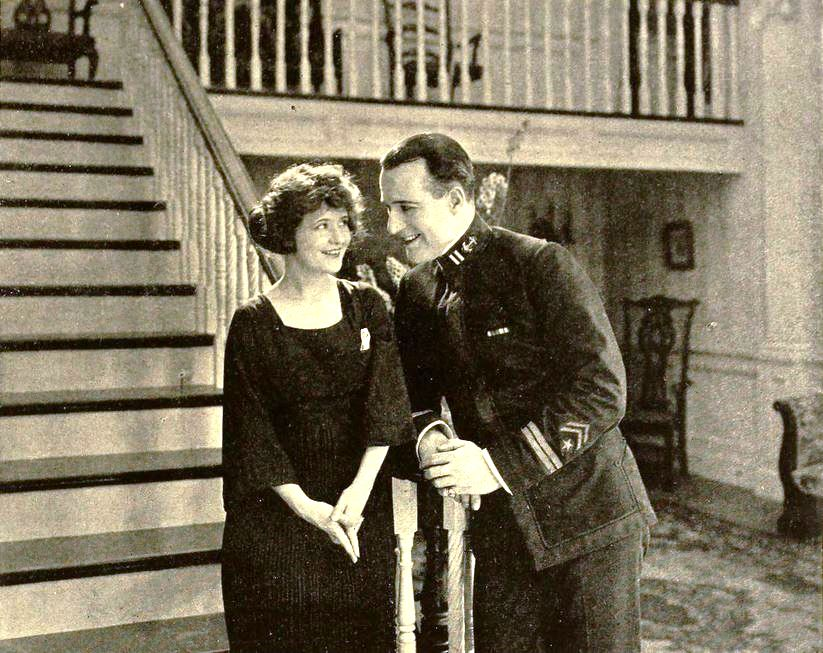
Ainda em produção